# Breviário de San Michele della Chiusa

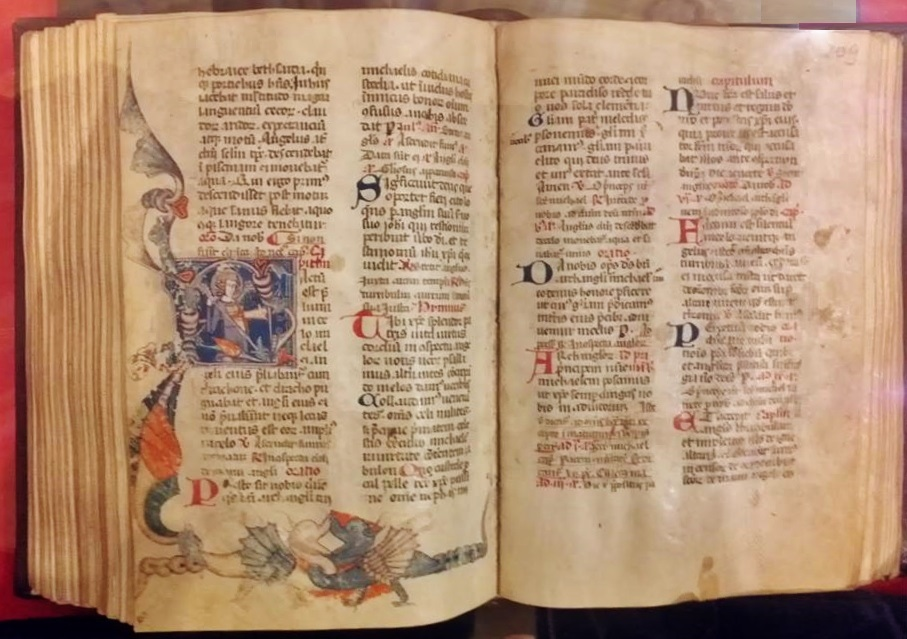
Página do Breviário de San Michele della Chiusa (1315) com miniatura

O Breviário de San Michele della Chiusa é um livro litúrgico manuscrito de 1315 em dois volumes: o "Santorale" e o "Temporale" em um total de 1390 páginas.

## História
É usada há pelo menos três séculos no ciclo de oração diária do Mosteiro de Sacra di San Michele.

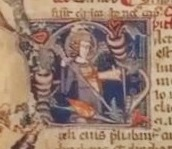
O Breviário de San Michele della Chiusa (1315): detalhe da miniatura retratando São Miguel

Após a dispersão da biblioteca da Sacra di San Michele, no início do século XIX, o breviário foi reconquistado no mercado por um rico doador que o deu à Paróquia de San Giovanni Vincenzo em Sant'Ambrogio di Torino, que tem sido responsável pela sua conservação desde então.

## Estudos e percepções
No último quarto do século XX vários estudiosos aprofundaram estudos específicos sobre o Breviário de São Miguel e, em particular, os trabalhos realizados por Costanza Segre Montel, Giacomo Baroffio e Gian Mario Pasquino que retomaram todo o texto latino traduzindo-o para o italiano e estudando as melodias gregorianas. Em 1995, os resultados desses trabalhos foram publicados no volume: Il Millennio Composito di San Michele della Chiusa. Em 1999, através de um projeto co-financiado, o breviário foi digitalizado e proposto para divulgação através de um suporte multimídia. O coro: "Coro Abbazia di Novalesa" começou ao mesmo tempo a estudar e cantar as melodias sagradas do Breviário, divulgando-as ao público em numerosos concertos ao longo dos anos, e no verão de 2015, por ocasião do 700º aniversário lançou um CD de música com 22 faixas selecionadas do Breviário de San Michele della Chiusa.

No ano de 2015 foi celebrado o 700º aniversário do Breviário, promovido por uma comissão especial estabelecida na paróquia de San Giovanni Vincenzo em Sant'Ambrogio di Torino, que foi mais uma oportunidade para estudar e aprofundar os dois textos do Breviário e do Breviário. as publicações que foram escritas sobre o assunto ao longo do tempo. Uma exposição pública para o 700º aniversário foi realizada em junho, julho e setembro de 2015, e em 14 de novembro de 2015 uma conferência de estudos com especialistas europeus apresentou os últimos estudos sobre o Breviário de San Michele della Chiusa. Na conclusão deste ciclo de eventos em 21 de novembro de 2015, dia da festa litúrgica de San Giovanni Vincenzo, o "Coro Abbazia di Novalesa" celebrou na Igreja de San Giovanni Vincenzo em Sant'Ambrogio di Torino o concerto oficial do 700º aniversário, com vasto repertório de peças gregorianas retiradas dos dois volumes do Breviário.